# Blackey
Blackey – miasto w Stanach Zjednoczonych, w stanie Kentucky, w hrabstwie Letcher.